# Pieter Willem van Baarsel

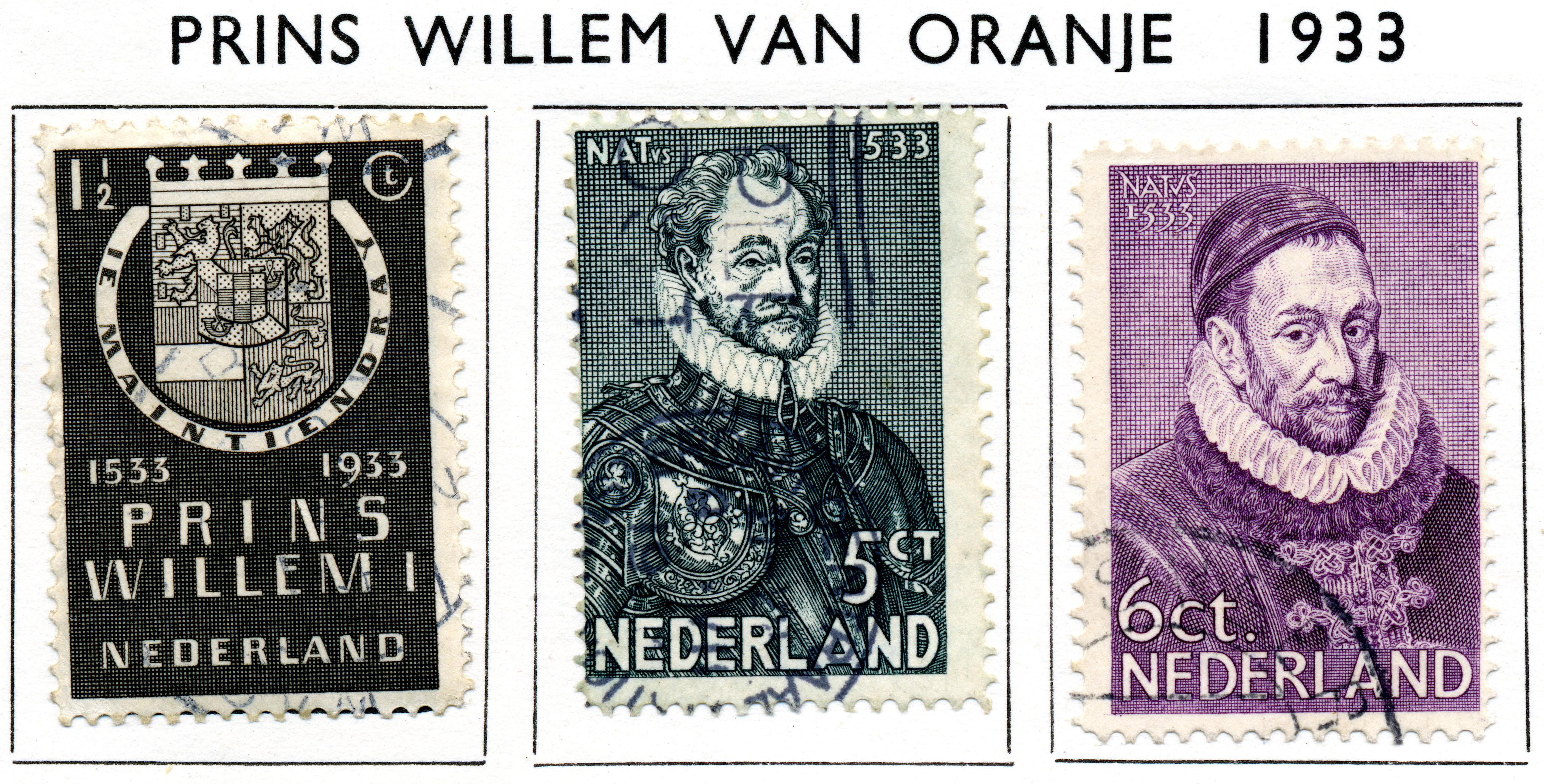
P.W. van Baarsel, ontwerper van de zegel van 1½ cent

Pieter Willem van Baarsel (Delft, 21 augustus 1879 – Amsterdam, 16 augustus 1949) was een Nederlandse glasschilder, grafisch ontwerper, kunstschilder, tekenaar, graficus en boekbandontwerper.
Hij werkte in Den Haag van 1904 tot 1921, daarna in Blaricum en Amsterdam.
Van Baarsel had een opleiding aan de Technische Hogeschool Delft en de Akademie van beeldende kunsten in Den Haag, hij was daar onder anderen leerling van Karel Sluijterman.
Hij was onder meer technisch assistent bij het Rijksprentenkabinet te Amsterdam.
Buiten zijn ontwerpen voor postzegels, boekbanden, boek- of stofomslagen, schilderde hij portretten en landschappen. In 1928 tekende hij een kaart van Schieland en in 1939 maakte hij het omslag en boekband voor het boek Op den Dam no. 1 van Ro van Oven voor uitgeverij de Nederlandsche Keurboekerij.

## Privé
Van Baarsel was gehuwd met Sophia Maria Meijer, maar had daarnaast een buitenechtelijke relatie met Ro van Oven met wie hij in 1920 een zoon kreeg.